# الحرب في الصومال (2006–2009)
الحرب في الصومال والمعروفة أيضًا باسم الغزو الإثيوبي واحتلال الصومال، هو نزاع مسلح شاركت فيه القوات الإثيوبية والقوات التابعة للحكومة الفيدرالية الانتقالية الصومالية والقوات الصومالية من أرض البنط ضد مجموعة إسلامية صومالية، هي اتحاد المحاكم الإسلامية وميليشيات أخرى انضمت إليها للسيطرة على البلاد.

## حرب المعلومات والتضليل والدعاية
يوجد ارتباط واضح بين الحرب في الصومال التي اندلعت في 2009 ولا زالت مستمرة إلى الآن وحرب 2006. بدأت الحرب رسميا قبل 20 يوليو 2006 عندما غزت القوات الإثيوبية المدعومة أمريكيا الصومال تمهيدا لانتقال الحكومة الفيدرالية الانتقالية إلى بيدوا. دعت الحكومة الفيدرالية الانتقالية في الصومال الإثيوبيين إلى التدخل، عندما أصبح هذا «قرارا غير شعبي». بعد ذلك، أعلن زعيم اتحاد المحاكم الإسلامية شيخ حسن ظاهر أويس أن «الصومال في حالة حرب وعلى كل صومالي أن ينضم للقتال ضد إثيوبيا». في 24 ديسمبر، أعلنت إثيوبيا البداية الرسمية لحربها ضد اتحاد المحاكم الإسلامية.
قال رئيس الوزراء الإثيوبي، ملس زيناوي، أن دخول إثيوبيا للحرب كان بسبب تهديد مباشر لحدودها وهي تحتاج للدفاع عنها. صرح زيناوي كذلك أن «قوات الدفاع الإثيوبية أجبرت على دخول تلك الحرب لحماية السيادة العليا لإثيوبيا...وكذلك لنقل الحكومة إلى الصومال، ولا نريد نحن التدخل في الشؤون الداخلية للصومال...تدخلنا بسبب ظروف معينة».
دخل اتحاد المحاكم الإسلامية، الذي سيطر على مناطق جنوب الصومال الساحلية، في قتال مع قوات الحكومة الفيدرالية الانتقالية الصومالية، والحكومات الذاتية المحلية لأرض البنط وغلمدغ، ودعمت كلها من قبل القوات الإثيوبية. اندلعت الحرب رسميا في 20 ديسمبر مع معركة بيدوا، بعد انتهاء مهلة الأسبوع التي فرضها اتحاد المحاكم الإسلامية على إثيوبيا (في 12 ديسمبر) لتنسحب من البلاد. ومع ذلك، رفضت إثيوبيا مغادرة مواقعها الواقعة حول بيدوا، عاصمة الحكومة الفيدرالية الانتقالية. في 29 ديسمبر، بعد عدة معارك ناجحة، دخلت القوات الإثيوبية والتابعة للحكومة الفيدرالية الانتقالية مقديشو دون مقاومة نسبيا. أعلنت الأمم المتحدة أيضا أن عددا كثيرا من الدول العربية بما في ذلك مصر تدعم اتحاد المحاكم الإسلامية من خلال إريتريا. رغم أنها لم تعلن حتى لاحقا، عن مرافقة عدد صغير من جنود القوات الخاصة الأمريكية للقوات الإثيوبية والتابعة للحكومة الفيدرالية الانتقالية بعد انهيار وانسحاب اتحاد المحاكم الإسلامية لتقديم المشورة العسكرية ويشتبه حتى تقديم ممر لمقاتلي تنظيم القاعدة. أبعد كل من الدعم الأمريكي للحكومة الفيدرالية الانتقالية وإثيوبيا ودعم مختلف الدول العربية لاتحاد المحاكم الإسلامية احتمالات اندلاع حرب بين القوات الحكومية الصومالية والإثيوبية المتحالفة من جهة والقوات الإريترية والتابعة لاتحاد المحاكم الإسلامية من جهة أخرى.
في يناير 2007، قالت إثيوبيا أنها ستنسحب «في غضون عدة أسابيع»، لكن عارضت الحكومة الفيدرالية الانتقالية، ومسؤولون أمريكيون وأمميون الانسحاب الإثيوبي بسبب احتمال وقوع «انفلات أمني»، عندما سيطالب اتحاد المحاكم الإسلامية بانسحاب إثيوبيا فورا.
تبادل كلا الجانبين إعلانات الحرب وإطلاق النار في عدة مناسبات قبل ذلك. خشي المراقبون الدوليون ودول أفريقيا الشرقية من احتمال أن يؤدي الهجوم الإثيوبي إلى حرب إقليمية، بمشاركة إريتريا، التي لديها علاقة معقدة مع إثيوبيا، والتي تتهمها هذه الأخيرة بدعم اتحاد المحاكم الإسلامية.
في يناير 2009، انسحبت القوات الإثيوبية من الصومال بعد سنتين من التمرد، الذي أدى إلى خسارة مناطق ونهاية نفوذ الحكومة الفيدرالية الانتقالية وتوقيع اتفاق لتقاسم السلطة بين مجموعة إسلامية منشقة تحت قيادة شيخ شريف شيخ أحمد هي تحالف إعادة تحرير الصومال ورئيس وزراء الحكومة الفيدرالية الانتقالية نور حسن في جيبوتي.  انفصل تنظيم الشباب عن اتحاد المحاكم الإسلامية رافضا لاتفاق السلام وسيطر على مناطق تشمل بيدوا. استمرت مجموعة إسلامية أخرى، هي أهل السنة والجماعة، التي تحالفت مع الحكومة الانتقالية ودعمت من قبل إثيوبيا، في مقاتلة تنظيم الشباب وسيطرت على مدن مثله.
بعد أن استطاعت المعارضة الإسلامية المعتدلة الحصول على 200 مقعد في البرلمان، انتخب زعيم تحالف إعادة تحرير الصومال شيخ أحمد رئيسا للحكومة الفيدرالية الانتقالية في 31 يناير 2009. منذ ذلك الحين، يتهم تنظيم الشباب الإسلامي المتطرف الرئيس الجديد للحكومة الفيدرالية الانتقالية بإنشاء حكومة انتقالية علمانية واستمرت الحرب الأهلية من وصوله إلى القصر الرئاسي في مقديشو.

## القوات المشاركة
يصعب إيجاد القوات المشاركة بسبب عوامل كثيرة، بما في ذلك عدم الوجود الرسمي للمنظمة أو لأنها تشتغل بطريقة سرية. كان عند إثيوبيا بضعة مئات من المستشارين فقط في البلاد في الأشهر التي سبقت الحرب. ومع ذلك، تشير تقارير مستقلة إلى مشاركة قوات أكثر. ووفقا للبي بي سي، «تقدر الأمم المتحدة أنه ما لا يقل عن 9.000 من القوات الإثيوبية قد تكون موجودة في البلاد في حين أن وكالة الأنباء الفرنسية تشير أن العدد يتراوح ما بين 12–15,000»، في حين اتهمت منافستها الإقليمية إريتريا بنشر 2.000 جندي لدعم الجماعة الإسلامية. لم يتم التحقق من هذا الادعاء وليس هناك أي دلائل على أنه صحيح.

## خلفية

### خلفية تاريخية
بدأت الحروب بين الصومال، أو الدول الإسلامية التي كانت قائمة فيها، وإثيوبيا، في القرن 16. على سبيل المثال، كان أحمد بن إبراهيم الغازي الذي يعتبر الزعيم الإسلامي ذو الشعبية الكبيرة في الثقافة الصومالية قد دعى في القرن 16 إلى الجهاد ضد إثيوبيا لإقامة سلطنة عدل. وضع التاريخ الحي المؤلم، بسبب تقاليده الثقافية، أسس انقسامات عرقية وطائفية طويلة الأمد شكلت أساس النزاع بين البلدين.
وفي الآونة الأخيرة، أصبح النزاع الحدودي قائما على تسوية 1948 التي منحت منطقة أوغادين إلى إثيوبيا. أدت معارضة الصومال لهذا القرار إلى القيام بمحاولات متكررة لغزو إثيوبيا بهدف استعادة السيطرة على أوغادين لإنشاء الصومال الكبير. تم القيام بهذه الخطة من أجل ضم السكان الصوماليين الذي يعيشون في أوغادين التي تسيطر عليها إثيوبيا إلى إخوانهم الذين يعيشون في جمهورية الصومال. تسببت هذه التوترات العرقية والسياسية عبر الحدود إلى اشتباكات بين الحين والآخر.
- النزاع الحدودي في 1960–1964
- حرب أوغادين في 1977–1978
- حرب أغسطس الحدودية في 1982[35][36]
- الحرب عبر الحدود خلال جزء من عصر الفوضى بقيادة الزعماء المنشقين في 1998–2000[37]

### معلومات الحرب، التضليل والدعاية
حتى قبل بداية الحرب، كانت هناك تأكيدات واتهامات كبيرة واستخدام لتكتيكات التضليل والدعاية التي قامت بها مختلف الأطراف قبل، أثناء، وبعد الصراع. ويشمل هذا التأكيدات على وجود تزوير في عدد القوات المشتركة، وكذلك المبالغة أو التقليل من عدد الإصابات أو السيطرة على وسائل الإعلام (أو إغلاقها) لنقل ما تريد الحكومة قوله، وغيرها من المعلومات التي تقدمها وسائل الإعلام لكسب تأثير الدعم الشعبي والرأي الدولي.

### تفتت دولة الصومال والحكومة الفيدرالية الانتقالية
قبل اندلاع الحرب الأهلية بعامين وخلال عام 1988، أعلنت عشيرة «هارتي» التي تشكل فرعا من قبائل «دارود» عن قيام دولة منفصلة ذات حكم ذاتي في الشمال الشرقي للصومال أطلقوا عليها اسم أرض البنط إلا أنها أعلنت استعدادها للمشاركة في وضع دستور جديد لتشكيل حكومة مركزية جديدة. أعقب ذلك في عام 2002 إعلان انفصال دولة «الصومال الجنوبية الغربية» وقيام الحكم الذاتي بها فوق مناطق باي وباكول وجوبا الوسطى وجدو وشبيلا السفلى وجوبا السفلى والتي أصبحت جميعها تحت تصرف الدولة الناشئة وذلك على الرغم من أن المحرض الأساسي للانفصال، جيش الراحانيون الذي تأسس عام 1995، لم يكن قد فرض سيطرته الكاملة إلا على باي وباكول وأجزاء من جدو وجوبا الوسطى، ومع ذلك، سارع بإعلان انفصال تلك المناطق عن دولة الصومال وتأسيس دولة الصومال الجنوبية الغربية.
وعلى الرغم من إضعاف الخلافات بين حسن محمد نور شاتيجادود، قائد جيش الراحانيون، ونائبيه لقوة الجيش الفعلية، إلا أن دولة الصومال الجنوبية الغربية أصبحت مركزا للحكومة الفيدرالية الانتقالية منذ فبراير من عام 2006 خاصة مدينة بيدوا والتي اتخذت عاصمة لجمهورية الصومال الجنوبية الغربية، وأصبح شاتيجادود وزيرا للاقتصاد في الحكومة الانتقالية الجديدة بينما أصبح نائبه الأول الشيخ عدن محمد نور مادوبي متحدثا رسميا باسم البرلمان الصومالي وكذلك نائبه الثاني محمد إبراهيم حسبسادي الذي أصبح وزيرا للمواصلات، كما احتفظ شاتيجادود بمنصب شيخ شيوخ محاكم الراحانيون العرفية.
عقدت الحكومة الفيدرالية الانتقالية في عام 2004 مؤتمرا في العاصمة الكينية نيروبي لرسم الخطوط العريضة للدستور الصومالي الموحد الجديد، كما أعلنت عن اتخاذ مدينة بيدوا عاصمة لها على الرغم من أنها أعلنت عاصمة لدولة الصومال الجنوبية الغربية في وقت سابق. تعرضت الصومال لكارثة تسونامي عندما ضربت الشواطئ في أعقاب زلزال المحيط الهندي الذي ضرب المنطقة عام 2004، مما أدى إلى تعطل الجهود السياسية بالبلاد نظرا للكارثة البيئية التي عانت منها البلاد وتسببت في مقتل 300 شخص على أقل تقدير وتدمير قرى بالكامل. ولم تهنئ الصومال بعد كارثة تسونامي حيث حلت بها كارثة بيئية أخرى حيث أغرقت البلاد الأمطار الغزيرة والفيضانات التي اجتاحت منطقة القرن الإفريقي بالكامل مما تسبب في تشريد ما يقرب من 350.000 نسمة. واستأنفت الصراعات القبلية والعشائرية في الصومال عام 2006 حيث أعلنت مناطق جدو وجوبا الوسطى وجوبا السفلى انفصالها عن الصومال وإقامة دولة حكم ذاتي أطلقت على نفسها اسم «أرض الجوبا» ويتزعمها العقيد بري آدم شري هيرالي رئيس تحالف وادي جوبا، وكحال أرض البنط لا تريد حكومة أرض الجوبا الاستقلال بنفسها عن دولة الصومال ولكن تؤيد فكرة الوحدة تحت اتحاد فيدرالي يضم كل مناطق الحكم الذاتي بالصومال.

### الاستعداد للحرب
في عام 2006، اندلعت المواجهات مجددا بين تحالف قادة مقديشو العسكريين والمعروف باسم «تحالف حفظ السلام ومكافحة الإرهاب» من جهة والميليشيات العسكرية الموالية لاتحاد المحاكم الإسلامية والذين يطالبون بإعمال قوانين الشريعة الإسلامية في البلاد. وأثناء إحكامه على مقاليد الأمور، أصدر اتحاد المحاكم الإسلامية جملة من القوانين الاجتماعية والتي تتفق مع تعاليم الشريعة الإسلامية ومنها تحريم مضغ القات والذي كان واحدا من أهم خطوات إرثاء قيم اجتماعية جديدة وتغيير سلوك المجتمع. كما زعم أيضا أنه منع إذاعة مباريات كرة القدم ونشرات الأخبار، وهو ما نفاه اتحاد المحاكم الإسلامية. وفي سؤاله أثناء إحدى المقابلات حول ما إذا كانت المحاكم الإسلامية ترغب في بسط سيطرتها على جميع أراضي الصومال، أجاب زعيم اتحاد المحاكم الإسلامية شريف شيخ أحمد، بأن بسط النفوذ على الأرض ليس هو الهدف الأسمى بل إن إحلال السلام وكرامة الشعب الصومالي وقدرته على العيش والتعايش بحرية وقدرته على تحديد مصيره بيده هو كل ما يصبو إليه اتحاد المحاكم الإسلامية.
سقط مئات القتلى بين صفوف المدنيين على مدار تلك المواجهات، ووصفها سكان مقديشو بأنها أسوأ معارك تشهدها البلاد على مدار عقد كامل من الحرب الأهلية واتهم اتحاد المحاكم العسكرية الولايات المتحدة بتمويل القادة العسكرين، والذي أطلق عليهم لقب أمراء الحرب، عن طريق وكالة الاستخبارات المركزية وتزويدهم بالسلاح وذلك لمنع اتحاد المحاكم الإسلامية من الوصول للسلطة. ومن جانبها، لم تنف أو تؤكد وزارة الخارجية الأمريكية مزاعم اتحاد المحاكم الإسلامية واكتفت بالتصريح بأن الولايات المتحدة لم تقم بأي فعل يخرق اتفاقية حظر بيع السلاح المفروض على الصومال، في حين كشفت صحيفة «المشاهد» البريطانية عن رسائل إلكترونية تفضح تورط شركات أمريكية خاصة تقوم بأعمال مخالفة لقوانين الأمم المتحدة ومسؤولة عن بيع وتوريد السلاح للفصائل المتحاربة بالصومال.

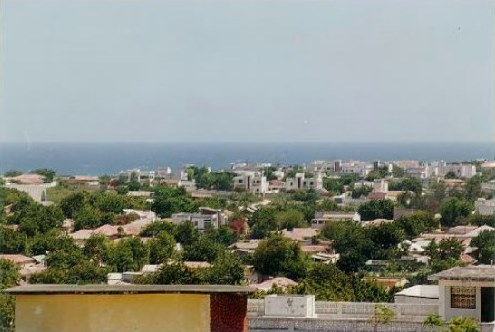
صورة لمدينة كيسمايو.

مع أوائل يونيو من عام 2006، تمكن اتحاد المحاكم الإسلامية من إحكام سيطرته على مقديشو في أعقاب معركة مقديشيو الثانية، التي استمرت من السابع من مايو حتى الحادي عشر من يونيو، وتبعها سقوط أخر المدن الحصينة التابعة لتحالف حفظ السلام ومكافحة الإرهاب وهي مدينة جوهر الجنوبية دون مقاومة تذكر، مما أدى إعلان نهاية جيش تحالف حفظ السلام ومكافحة الإرهاب رسميا الذي هربت فلوله الباقية نحو الشرق أو قامت بعبور الحدود الإثيوبية.
ومع نهاية جيش التحالف، نادت الحكومة الفيدرالية الانتقالية المدعومة من إثيوبيا بضرورة تواجد قوات دولية لحفظ السلام من دول شرق أفريقيا وهو الأمر الذي عارضه بشدة اتحاد المحاكم الإسلامية الرافض للتواجد الأجنبي على أراضي الصومال عامة وبخاصة القوات الإثيوبية؛ حيث أوضح اتحاد المحاكم الإسلامية وجهة نظره في هذا الشأن معللا رفضه بتاريخ إثيوبيا الطويل كقوة إمبريالية استعمارية سابقة ولا تزال تحتل أقليم أوغادين ذي الأغلبية الصومالية والتي تسعى لاحتلال سائر أنحاء الصومال أو الحصول على تفويض عام لحكم الصومال بالوكالة. الأمر الذي دفع المحاكم الإسلامية إلى زيادة نفوذه في الجنوب الصومالي عن طريق المفاوضات والمناقشات السلمية مع شيوخ العشائر أكثر منه استخدام القوة العسكرية.

الصومال في ذروة سلطة اتحاد المحاكم الإسلامية، ديسمبر من عام 2006.

وخلال الفترة التي اندلعت فيها المعارك مجددا بداية من عام 2006، بقي اتحاد المحاكم الإسلامية بعيدا عن الأراضي المتاخمة للحدود الإثيوبية مما جعل هذه المناطق ملاذا للمدنيين الصومالين هربا من المعارك الضارية في شرق البلاد وكذلك الحكومة الفيدرالية الانتقالية نفسها والتي اتخذت من مدينة بيدوا مقرا وملاذا لها حتى أعلنت إثيوبيا صراحة عن عزمها التدخل عسكريا لحماية بيدوا في حالة تعرضها لأي تهديد عسكري من قبل ميليشيات اتحاد المحاكم الإسلامية.
انتقلت القوات الإثيوبية إلى الأراضي الصومالية في 20 يوليو 2006.
في 1 أغسطس 2006، أرسل اتحاد المحاكم الإسلامية عربات خارج الصومال نحو الحدود الإثيوبية شمال بلدوني. قالت القوات الإثيوبية أنها عبرت الحدود لوقف أنشطة اتحاد المحاكم الإسلامية. وفي الخامس والعشرين من سبتمبر عام 2006، اندفعت ميليشيات اتحاد المحاكم الإسلامية نحو ميناء كيسمايو وهو آخر الموانئ الواقعة تحت سيطرة الحكومة الفيدرالية الانتقالية.
في 9 أكتوبر، ردت القوات الإثيوبية باجتياح واحتلال بيور هكبا، مما اضطر اتحاد المحاكم الإسلامية لإعلان الحرب على إثيوبيا في نفس اليوم. أشارت مقالة صحفية أخرى إلى أن السيطرة الإثيوبية كانت فقط من أجل مرور قافلات للقوات. زعم الإسلاميون أنهم استعادوا السيطرة على المدينة بعد انسحاب الإثيوبيين.